# Raspberry Lover
「Raspberry Lover」（ラズベリー・ラヴァー）は、秦基博の23枚目のシングル。

## 解説
- 22ndシングル「Girl」から約2年半ぶりのリリース。
- カップリングには、配信限定リリースとなり話題を集めた卒業ソング「仰げば青空」のアコースティックアレンジ、「仰げば青空 〜Acoustic Session〜」を収録。
- 初回限定盤のDVDには、2019年5月に配信された「GREEN MIND at The Room」のスタジオライブ映像、オフィシャルファンクラブのHome Ground限定盤には、前述の本編と「GREEN MIND at The Room for Home Ground」のスタジオライブ映像が収録されている。

## 収録曲
1. Raspberry Lover
2. 仰げば青空 〜Acoustic Session〜
3. Raspberry Lover（backing track）

## 初回限定盤特典内容
- 「GREEN MIND at The Room」のスタジオライブ映像

「GREEN MIND at The Room」
1. やわらかな午後に遅い朝食を
2. SEA
3. ひまわりの約束
4. プール
5. 新しい歌
6. 仰げば青空
7. 色彩
8. 恋の奴隷
9. 鱗（うろこ）
10. 花

## Home Ground限定盤特典内容
- スリーブケース仕様
- 「GREEN MIND at The Room」＋「GREEN MIND at The Room for Home Ground」のスタジオライブ映像

「GREEN MIND at The Room」
1. やわらかな午後に遅い朝食を
2. SEA
3. ひまわりの約束
4. プール
5. 新しい歌
6. 仰げば青空
7. 色彩
8. 恋の奴隷
9. 鱗（うろこ）
10. 花

「GREEN MIND at The Room for Home Ground」
1. 夕暮れのたもと
2. たまには街に出てみよう
3. 五月の天の河